# Sava Ranđelović
Sava Ranđelović (em sérvio:  Сава Ранђеловић; Nis, 17 de julho de 1993) é um jogador de polo aquático sérvio, campeão olímpico.

## Carreira
Ranđelović integrou a equipe da Sérvia medalha de ouro nos Jogos Olímpicos de 2016. Nos Jogos Olímpicos de Verão de 2024, em Paris, conquistou a medalha de ouro no torneio masculino do polo aquático, após vencer na final confronto contra a equipe croata por 13–11.